# Xã Roscommon, Michigan
Xã Roscommon (tiếng Anh: Roscommon Township) là một xã thuộc quận Roscommon, tiểu bang Michigan, Hoa Kỳ. Năm 2010, dân số của xã này là 4.411 người.